# L'Inconsolable
L'Inconsolable est un roman d'Anne Godard paru le 5 janvier 2006 aux éditions de Minuit et ayant reçu la même année le grand prix RTL-Lire.

## Réception critique
Le magazine littéraire Le Matricule des anges considère qu'il s'agit d'« un livre noir, obstiné, implacable » mais que si le roman « manque cruellement d'ouverture, du moins porte-t-il en lui la naissance d'un écrivain ». Florence Bouchy, pour Le Monde, souligne la qualité d'écriture d'Anne Godard en des termes élogieux : « Dès son premier roman, L’Inconsolable, Anne Godard s’était imposée comme une voix à la musicalité tout aussi subtile que puissante, capable d’emporter le lecteur dans les tourments d’une âme en peine, sans l’y noyer ».

## Éditions et traductions
- Les Éditions de Minuit, 2006  (ISBN 9782707319401)[4].
- Coll. « Double », Les Éditions de Minuit, 2008, 160 p.  (ISBN 9782707320339)[5].